# Jacqueline Hillen
Maria Jacqueline (Jacqueline) Wilhelmine Hillen (Arnhem, 14 november 1894 - Amsterdam, 27 september 1946) was een Nederlandse apotheker, bestuurder en politicus.

## Leven en werk
Hillen werd in 1894 in Arnhem geboren als dochter van de apotheker Nicolaas Theodoor Hillen en Maria Wilhelmina Christina Reijers. Zij ging, net als haar vader, farmacie studeren. Na het afronden van haar studie aan de universiteit van Amsterdam werd zij 1919 benoemd als apotheker in het Onze Lieve Vrouwe Gasthuis van de Zusters onder de Bogen in Amsterdam. In 1925 promoveerde ze op een proefschrift getiteld "Over de bereiding van eenige steriele geneesmiddelen, met inachtneming van hun pharmacologische werking". Hillen was onder ander voorzitter van de Rooms Katholieke Vrouwenbond in Amsterdam en in het bisdom Haarlem en bestuurslid van de R.K. Vredesbond. Ze was medeoprichtster, met onder anderen de latere directrice Fé Haije, van de R.K. School voor Maatschappelijk Werk in Amsterdam. In Sittard werd in hetzelfde jaar eveneens een R.K. School voor Maatschappelijk Werk gesticht, waarvan haar zus Willy vanaf 1926 directrice zou zijn. Samen met haar zus richtte zij in 1931 "Sleutelbos" op, een organisatie voor politiek en maatschappelijk geïnteresseerde afgestudeerde vrouwen. Uit deze organisatie ontstond het later opgerichte Katholiek Vrouwendispuut. Ook was zij medeoprichtster van de R.K. Handelsavondschool voor meisjes in Amsterdam en het centrum voor opleiding van kraamverzorgsters. Zij nam het initiatief tot het stichten van zogenaamde vakantiescholen in Amsterdam. Hillen was politiek actief. Zij was lid van Provinciale Staten van Noord-Holland voor de RKSP.
Hillen overleed in 1946 op 51-jarige leeftijd in het Onze Lieve Vrouwe Gasthuis in Amsterdam.